# كارمارثين الشرقية وداينفور (دائرة انتخابية في المملكة المتحدة)
كارمارثين الشرقية وداينفور (بالإنجليزية: Carmarthen East and Dinefwr)‏ هي إحدى الدوائر الانتخابية في المملكة المتحدة الممثلة في مجلس العموم في برلمان المملكة المتحدة.
عضو البرلمان الذي يمثلها حالياً هو :Adam Price (PC).